# Echo Sport Racing
Il team Echo Sport Racing è una squadra motociclistica con sede in Italia.
All'esordio del campionato mondiale Supersport 2009 il team schiera i piloti Russell Holland e Fabrizio Lai, salvo sostituire Lai con Fabrizio Perotti nella gara di Salt Lake City. Nelle due gare successive, a Misano Adriatico e a Donington Park, il team schiera solo il britannico Michael Laverty a cui affiancherà, a partire dal gran premio di Brno, il pilota Sam Lowes.
Nel 2010 il team partecipa al Campionato mondiale Superbike inizialmente con il pilota Joshua Brookes, sostituito già alla seconda gara da Sheridan Morais. In occasione del gran premio di Assen al posto del sudafricano viene schierato l'australiano Broc Parkes, che a sua volta verrà sostituito da Fabrizio Lai dal gran premio del Nürburgring.
Sempre nello stesso anno concorre nel Campionato Italiano Velocità sia nella categoria Superbike che in quella Supersport: il suo unico pilota, Lai, raggiunge la ventesima posizione in Superbike e la quindicesima in Supersport. Con Fabrizio Lai e una Honda CBR 1000RR con gomme Pirelli il team prende parte al Campionato Italiano Velocità 2011 nella categoria Superbike, conquistando la settima posizione finale; come wild card partecipa anche al gran premio del mondiale Superbike di Monza conquistando un punto in gara 2.
Nel 2012 viene raggiunto un accordo con Althea Racing per dar vita al team "Althea Racing by Echo", che partecipa al Campionato Italiano Velocità, mentre nel 2013 la scuderia collabora con il Team Pedercini per la partecipazione al Campionato Italiano Velocità, ancora con Fabrizio Lai come pilota e sempre nella categoria Superbike.